# Landfjord
Le Landfjord ou Landfjorden est un fjord situé dans le nord de la Norvège.

## Géographie
Globalement axé de l'ouest vers l'est, il se jette dans l'Altafjord à proximité de Isnestoften.